# Henan Football Club
El Henan Football Club es un equipo de fútbol de China que participa en la Superliga de China, la liga de fútbol más importante del país.
Fue fundado en 1958 en Zhengzhou, provincia de Henan con el nombre Henan Provincial Team, pero como equipo de fútbol profesional no se estableció hasta 1994.

## Palmarés
- Primera Liga China: 3

1989, 2006, 2013
- China League Two: 2

1982, 1999
- Copa FA U-19: 1

2007
- Copa FA U-17: 2

2006, 2007

## Participación en competiciones de la AFC
- Liga de Campeones de la AFC: 1 aparición

2010 - Fase de grupos